# Liga I (2013/2014)
Liga I 2013/2014 (ze względów sponsorskich Liga I Bergenbier) – była 8. edycją najwyższej klasy rozgrywkowej piłki nożnej w Rumunii pod tą nazwą, a 96. mistrzowskimi rozgrywkami w ogóle.
Brało w niej udział 18 drużyn, które w okresie od 19 lipca 2013 do 21 maja 2014 rozegrały 34 kolejki meczów. Steaua Bukareszt zdobyła drugi tytuł z rzędu, a dwudziesty piąty w swojej historii.

## Drużyny
Pierwotnie cztery najniżej sklasyfikowane drużyny poprzedniego sezonu: Concordia Chiajna, CS Turnu Severin, CSMS Jassy oraz Gloria Bystrzyca miały zostać relegowane do Liga II. Dodatkowo do nich miały dołączyć dwie drużyny, które nie otrzymały licencji na występy w lidze w sezonie 13/14: Universitatea Cluj i Rapid Bukareszt. Jednakże 5 lipca 2013 Sportowy Sąd Arbitrażowy uwzględnił odwołanie zespołu Universitatea Cluj i nakazał rumuńskiej federacji dopuścić ją do rozgrywek w sezonie 2013/14. W tym wypadku rumuńska federacja nakazała także rozegranie dodatkowego meczu barażowego o ostatnie wolne miejsce w sezonie 2013/14 pomiędzy Rapidem Bukareszt (który w dalszym ciągu nie miał licencji na udział w Liga I w sezonie 2013/14, a także nie odwoływał się nigdzie od decyzji odmawiającej przyznania im licencji) a najwyżej sklasyfikowanym spadkowiczem – Concordia Chiajna. Mecz rozegrano 13 lipca 2013 roku na stadionie Dinama w Bukareszcie, zaledwie na niecały tydzień przed planowanym na 19 lipca startem sezonu. Rapid pokonał Concordię 2:1 po dogrywce, jednak przegrana drużyna niezadowolona z decyzji federacji, postanowiła odwołać się do Sportowego Sądu Arbitrażowego. Ten 2 sierpnia 2013 roku (po rozegraniu dwóch ligowych kolejek i w przeddzień zaplanowanego meczu 3. kolejki pomiędzy Rapidem i Steauą Bukareszt) orzekł, że taki mecz w ogóle nie powinien się odbyć, a Rapid powinien zostać zdegradowany do Liga II (z powodu nieotrzymania licencji). Tym samym w lidze utrzymała się Concordia, a wyniki spotkań rozegranych przez Rapid zostały anulowane.
Miejsca czterech spadkowiczów zajęły natomiast zespoły: FC Botoșani (po raz pierwszy do najwyższej klasy rozgrywkowej w Rumunii udało się awansować klubowi z okręgu Botoszany), Săgeata Năvodari, Corona Braszów oraz ACS Poli Timișoara. Ten ostatni klub powstał w wyniku przeniesienia do Timiszoary zespołu ACS Recaș i przemianowaniu go na ACS Poli Timișoara.
| Uczestnicy poprzedniej edycji                                                                                 | Uczestnicy poprzedniej edycji | Uczestnicy poprzedniej edycji | Uczestnicy poprzedniej edycji |
| --- | ----------------------------- | ----------------------------- | ----------------------------- |
| STE | Steaua Bukareszt              | 1                             |                               |
| PAN | Pandurii Târgu Jiu            | 2                             |                               |
| PET | Petrolul Ploeszti             | 3                             |                               |
| AST | Astra Giurgiu                 | 4                             |                               |
| VAS | FC Vaslui                     | 5                             |                               |
| DIN | Dinamo Bukareszt              | 6                             |                               |
| BRA | FC Brașov                     | 7                             |                               |
| RAP | Rapid Bukareszt               | 8                             |                               |
| CFR | CFR Cluj                      | 9                             |                               |
| GAZ | Gaz Metan                     | 10                            |                               |
| OŢE | Oțelul Gałacz                 | 11                            |                               |
| UCL | Universitatea Kluż-Napoka     | 12                            |                               |
| VCO | Viitorul Constanța            | 13                            |                               |
| CEA | Ceahlăul                      | 14                            |                               |
| po odwołaniu                                                                                                  |                               |                               |                               |
| CON | Concordia Chiajna             | 15                            |                               |
| Awans z Liga II (Seria I)                                                                                     |                               |                               |                               |
| BOT | FC Botoșani                   | 1                             |                               |
| SNA | Săgeata Năvodari              | 2                             |                               |
| Awans z Liga II (Seria II)                                                                                    |                               |                               |                               |
| CBR | Corona Braszów                | 1                             |                               |
| ACS | ACS Poli Timișoara            | 2                             |                               |
| Oznaczenia: - kolumna pierwsza – skróty nazw drużyn, - kolumna trzecia – miejsce zajęte w poprzednim sezonie. |                               |                               |                               |

## Tabela
| Lp. | Drużyna               | M  | Z  | R  | P  | B+ | B– | +/– | Pkt | Kwalifikacja lub spadek                      |
| --- | --------------------- | -- | -- | -- | -- | -- | -- | --- | --- | -------------------------------------------- |
| 1   | Steaua Bukareszt (M)  | 34 | 22 | 11 | 1  | 71 | 20 | +51 | 77  | Liga Mistrzów UEFA • II runda kwalifikacyjna |
| 2   | Astra Giurgiu (P)     | 34 | 22 | 6  | 6  | 70 | 28 | +42 | 72  | Liga Europy UEFA • III runda kwalifikacyjna  |
| 3   | Petrolul Ploeszti     | 34 | 18 | 14 | 2  | 53 | 20 | +33 | 68  | Liga Europy UEFA • II runda kwalifikacyjna   |
| 4   | Dinamo Bukareszt      | 34 | 17 | 8  | 9  | 52 | 34 | +18 | 59  | [ i ]                                        |
| 5   | CFR 1907 Cluj         | 34 | 13 | 12 | 9  | 44 | 33 | +11 | 51  | Liga Europy UEFA • II runda kwalifikacyjna   |
| 6   | FC Vaslui (W)         | 34 | 15 | 6  | 13 | 38 | 32 | +6  | 51  | Spadek do Liga IV                            |
| 7   | Pandurii Târgu Jiu    | 34 | 14 | 8  | 12 | 59 | 39 | +20 | 50  |                                              |
| 8   | Botoșani              | 34 | 12 | 7  | 15 | 36 | 52 | −16 | 43  |                                              |
| 9   | Ceahlăul Piatra Neamț | 34 | 10 | 11 | 13 | 27 | 31 | −4  | 41  |                                              |
| 10  | Oțelul Gałacz         | 34 | 12 | 5  | 17 | 43 | 52 | −9  | 41  |                                              |
| 11  | Universitatea Kluż    | 34 | 11 | 7  | 16 | 29 | 46 | −17 | 40  |                                              |
| 12  | Viitorul Konstanca    | 34 | 10 | 10 | 14 | 29 | 50 | −21 | 40  |                                              |
| 13  | Gaz Metan Mediaș      | 34 | 10 | 9  | 15 | 32 | 38 | −6  | 39  |                                              |
| 14  | Concordia Chiajna     | 34 | 10 | 9  | 15 | 34 | 47 | −13 | 39  |                                              |
| 15  | Brașov                | 34 | 9  | 11 | 14 | 32 | 40 | −8  | 38  | [ ii ]                                       |
| 16  | Poli Timișoara (S)    | 34 | 10 | 8  | 16 | 26 | 42 | −16 | 38  | Spadek do Liga II                            |
| 17  | Săgeata Năvodari (S)  | 34 | 10 | 8  | 16 | 32 | 54 | −22 | 38  | Spadek do Liga II                            |
| 18  | Corona Braszów (S)    | 34 | 2  | 8  | 24 | 20 | 69 | −49 | 14  | Spadek do Liga II                            |

1. ↑  Dinamo Bukareszt nie uzyskał licencji UEFA, jego miejsce w Lidze Europy zajął zespół CFR 1907 Cluj[5][6]
2. 1 2  FC Vaslui nie otrzymał licencji na następny sezon z powodów finansowych, został wykluczony z mistrzostw i spadł do Liga IV. Wolne miejsce w Liga I zajął zespół FC Brașov najwyżej sklasyfikowana drużyna z zespołów relegowanych[7].

## Wyniki
| Gospodarz \ Gość      | ACS | AST | BRA | BOT | CEA | CFR | CON | COR | DIN | GAZ | OȚE | PAN | PET | SĂG | STE | UCL | VAS | VII |
| --------------------- | --- | --- | --- | --- | --- | --- | --- | --- | --- | --- | --- | --- | --- | --- | --- | --- | --- | --- |
| Poli Timișoara        |     | 1–2 | 0–1 | 0–1 | 1–1 | 1–0 | 1–0 | 0–0 | 2–0 | 2–1 | 1–0 | 2–3 | 0–3 | 1–1 | 0–0 | 1–2 | 0–2 | 0–0 |
| Astra Giurgiu         | 5–1 |     | 3–0 | 5–0 | 0–0 | 1–0 | 1–0 | 3–0 | 2–1 | 3–1 | 1–1 | 2–0 | 1–2 | 2–0 | 1–1 | 3–1 | 1–0 | 2–0 |
| Brașov                | 2–1 | 2–1 |     | 1–2 | 1–0 | 0–0 | 3–1 | 1–0 | 2–0 | 0–0 | 1–3 | 3–5 | 1–1 | 1–1 | 1–2 | 0–0 | 1–1 | 4–0 |
| Botoșani              | 1–0 | 0–2 | 2–1 |     | 0–1 | 0–0 | 0–2 | 3–1 | 1–2 | 2–2 | 3–1 | 3–2 | 1–2 | 1–1 | 1–2 | 1–1 | 1–0 | 3–1 |
| Ceahlăul Piatra Neamț | 1–0 | 0–2 | 1–1 | 0–0 |     | 0–1 | 3–1 | 3–0 | 0–1 | 0–1 | 2–0 | 1–0 | 0–0 | 2–1 | 0–2 | 1–1 | 2–0 | 0–0 |
| CFR 1907 Cluj         | 2–2 | 0–0 | 1–0 | 3–1 | 2–0 |     | 1–1 | 1–0 | 1–0 | 3–1 | 7–2 | 1–1 | 1–1 | 6–1 | 0–1 | 1–2 | 0–0 | 2–1 |
| Concordia Chiajna     | 2–1 | 3–1 | 1–0 | 1–1 | 2–0 | 0–0 |     | 1–0 | 1–3 | 1–0 | 1–1 | 1–5 | 0–0 | 4–0 | 1–4 | 1–1 | 0–1 | 1–2 |
| Corona Braszów        | 0–0 | 2–5 | 1–2 | 1–2 | 1–0 | 2–2 | 2–2 |     | 1–1 | 1–2 | 0–1 | 1–1 | 0–3 | 0–0 | 1–1 | 0–2 | 2–1 | 0–4 |
| Dinamo Bukareszt      | 4–0 | 2–0 | 2–1 | 1–0 | 1–1 | 0–3 | 2–1 | 1–0 |     | 1–0 | 3–1 | 2–3 | 1–1 | 4–1 | 1–2 | 6–0 | 2–0 | 1–2 |
| Gaz Metan Mediaș      | 0–1 | 0–0 | 1–1 | 1–2 | 3–1 | 2–0 | 1–0 | 1–0 | 1–1 |     | 0–2 | 0–1 | 1–0 | 1–2 | 2–2 | 2–1 | 1–1 | 4–0 |
| Oțelul Gałacz         | 1–0 | 0–4 | 1–0 | 2–1 | 0–1 | 0–1 | 2–0 | 2–1 | 1–2 | 1–1 |     | 1–0 | 1–2 | 0–1 | 1–1 | 2–1 | 1–2 | 4–1 |
| Pandurii Târgu Jiu    | 0–1 | 1–3 | 3–1 | 6–1 | 1–1 | 0–1 | 0–1 | 5–0 | 2–1 | 1–2 | 2–1 |     | 0–1 | 0–0 | 1–1 | 3–0 | 1–2 | 1–1 |
| Petrolul Ploeszti     | 0–0 | 1–1 | 0–0 | 3–0 | 1–1 | 3–2 | 3–0 | 2–0 | 2–2 | 2–0 | 2–0 | 1–1 |     | 3–0 | 0–0 | 2–0 | 3–0 | 3–0 |
| Săgeata Năvodari      | 1–2 | 3–4 | 0–0 | 1–0 | 0–2 | 2–1 | 4–0 | 1–0 | 0–1 | 1–0 | 2–1 | 0–4 | 2–3 |     | 1–2 | 1–0 | 0–1 | 3–1 |
| Steaua Bukareszt      | 3–0 | 3–1 | 3–0 | 4–0 | 2–1 | 3–0 | 4–0 | 3–0 | 1–1 | 3–0 | 2–2 | 2–2 | 1–1 | 5–0 |     | 2–0 | 0–1 | 4–0 |
| Universitatea Kluż    | 1–2 | 1–0 | 2–0 | 2–1 | 1–1 | 0–0 | 0–3 | 3–2 | 0–1 | 1–0 | 1–0 | 0–3 | 0–1 | 1–1 | 0–1 |     | 1–0 | 3–1 |
| FC Vaslui             | 1–0 | 1–4 | 1–0 | 0–1 | 3–0 | 4–0 | 1–0 | 8–1 | 1–1 | 1–0 | 1–4 | 1–0 | 1–1 | 1–0 | 0–1 | 2–0 |     | 0–1 |
| Viitorul Konstanca    | 1–2 | 0–4 | 0–0 | 0–0 | 1–0 | 1–1 | 1–1 | 1–0 | 0–0 | 0–0 | 4–3 | 0–1 | 2–0 | 0–0 | 0–3 | 1–0 | 2–0 |     |

## Najlepsi strzelcy
| Bramki | Strzelcy                   | Drużyna               |
| ------ | -------------------------- | --------------------- |
| 15     | Liviu Antal                | FC Vaslui             |
| 13     | Valentin Lemnaru           | Universitatea Kluż    |
| 13     | Constantin Budescu         | Astra Giurgiu         |
| 11     | Szabolcs Székely           | Poli Timișoara        |
| 11     | Eric de Oliveira Pereira   | Pandurii Târgu Jiu    |
| 11     | Alex dos Santos Gonçalves  | Pandurii Târgu Jiu    |
| 10     | Bojan Golubović            | Ceahlăul Piatra Neamț |
| 10     | Federico Piovaccari        | Steaua Bukareszt      |
| 10     | Juan Ángel Albín           | Petrolul Ploeszti     |
| 10     | Marquinhos Carioca         | Oțelul Gałacz         |
| 10     | Wellington Carlos da Silva | Concordia Chiajna     |

Źródło:

## Stadiony
| Astra Giurgiu              |
| -------------------------- |
| Stadion Marin Anastasovici |
| 8 500                      |
|                            |

| Brașov Corona Braszów     |
| ------------------------- |
| Stadion Silviu Ploeșteanu |
| 8 800                     |
|                           |

| Botoșani        |
| --------------- |
| Stadion Miejski |
| 7 782           |
|                 |

| Ceahlăul Piatra Neamț |
| --------------------- |
| Stadion Ceahlăul      |
| 18 000                |
|                       |

| CFR 1907 Cluj                 |
| ----------------------------- |
| Stadion Constantina Rădulescu |
| 23 500                        |
|                               |

| Concordia Chiajna Viitorul Konstanca |
| ------------------------------------ |
| Stadion Concordia                    |
| 5 123                                |
|                                      |

| Dinamo Bukareszt |
| ---------------- |
| Stadion Dinamo   |
| 15 032           |
|                  |

| Gaz Metan         |
| ----------------- |
| Stadion Gaz Metan |
| 7 814             |
|                   |

| Oțelul Gałacz  |
| -------------- |
| Stadion Oțelul |
| 13 500         |
|                |

| Pandurii Târgu Jiu          |
| --------------------------- |
| Stadion Tudora Vladimirescu |
| 9 200                       |
|                             |

| Petrolul Ploeszti |
| ----------------- |
| Stadion Ilie Oană |
| 15 073            |
|                   |

| Poli Timișoara           |
| ------------------------ |
| Stadion Dana Păltinișanu |
| 32 972                   |
|                          |

| Săgeata Năvodari |
| ---------------- |
| Stadion Farul    |
| 15 520           |
|                  |

| Steaua Bukareszt | Steaua Bukareszt |
| ---------------- | ---------------- |
| Stadion Ghencea  | Arena Narodowa   |
| 28 365           | 55 634           |
|                  |                  |

| Universitatea Kluż |
| ------------------ |
| Cluj Arena         |
| 30 201             |
|                    |

| FC Vaslui       |
| --------------- |
| Stadion Miejski |
| 9 240           |
|                 |